# Thyia (Tochter des Deukalion)
Thyia (altgriechisch Θυία Thyía) ist in der griechischen Mythologie eine Tochter von Deukalion und Pyrrha.
Durch Zeus ist sie Mutter des Magnes und des Makedon, des Stammvaters der Makedonen.